# Бадмаев, Александр Александрович
 Александр Александрович Бадмаев (до принятия православия Цультим Бадмаев) (1826—1873) — российский врач, первый в Петербурге специалист по тибетской медицине. Был ламой Агинского дацана, лектор монгольского языка в Петербургском университете.

## Биография
Родился в 1826 году. Происходил из бурят Восточной Сибири. Воспитывался у лам в Агинском дацане нерчинского округа, и по окончании учения религиозным обрядам и тибетской медицине, получил должность, сперва младшего, а потом и старшего ламы Агинской степной думы.
Прибыв в 1860 году в Санкт-Петербург, просил о дозволении показать свои медицинские познания при лечении больных в военном госпитале под наблюдением врачей.
По специальному указу Александра II ему дается разрешение лечить больных под наблюдением русских врачей. Бадмаев принимает православную веру, он становится крестным сыном царя и получает православное имя Александр Александрович.
Занимаясь лечением он знакомился с приемами русских докторов и через год выдержал экзамен на звание лекарского помощника.
Назначенный в распоряжение военного губернатора Забайкальской области в качестве медицинского практика при бурятах, Бадмаев по ходатайству генерал-губернатора Восточной Сибири в 1864 году был прикомандирован на 2 года к клиникам Петербургской медико-хирургической академии для изучения хирургии.
В 1867 году он был избран лектором монгольского языка в Санкт-Петербургском университете, с оставлением при 2-м военно-сухопутном Петербургском госпитале в качестве медицинского практика при бурятах.
Скончался 27 сентября 1873 года.
После смерти А.А. Бадмаева его обширная медицинская практика перешла к младшему брату — Петру Александровичу.